# Sinfonía n.º 1 (Shostakóvich)

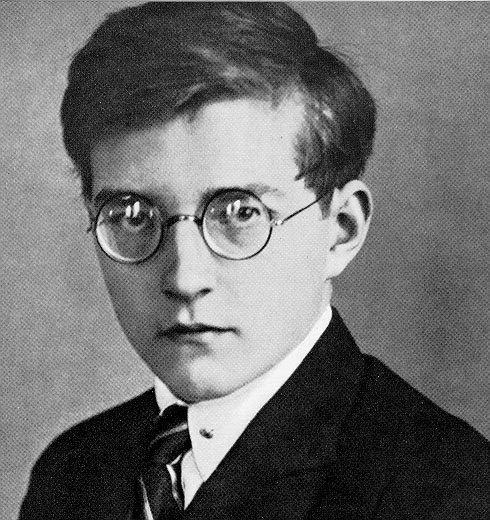
Shostakóvich en 1925.

La Sinfonía n.º 1 en fa menor, Op. 10 fue compuesta por Dmitri Shostakóvich entre 1923 y 1925. La partitura está dedicada a Mikhail Kvadri.

## Historia

### Composición
La composición de este opus se desarrolló entre 1923 y 1925. Shostakóvich tenía 19 años cuando terminó la pieza, que utilizó como ejercicio de graduación para la clase de composición de Maximilian Steinberg en el Conservatorio de Leningrado. Mientras trabajaba en ella, consideró llamarla "Sinfonía Grotesca". Parte del material puede datar de mucho antes. Cuando la tía del compositor, Nadezhda Galli-Shohat, escuchó por primera vez la obra en su estreno estadounidense con Leopold Stokowski al frente de la Orquesta de Filadelfia, reconoció en ella muchos fragmentos que había oído tocar a Dmitri de niño. Algunos de estos fragmentos estaban relacionados con la narración de La Fontaine de la fábula de Esopo La cigarra y la hormiga y La sirenita de Hans Christian Andersen.

### Estreno y publicación
El estreno se celebró el 12 de mayo de 1926 en Leningrado con la interpretación de la Orquesta Filarmónica de Leningrado bajo la dirección de Nikolái Malkó. 
La primera edición fue llevada a cabo por la editorial Muzsektor en 1927 en Moscú. La dedicatoria de esta pieza es para Mikhail Kvadri, que era un compositor erudito, amigo y compañero de estudios. Kvadri, que constituyó una gran inspiración para el joven Shostakóvich, fue una de las primeras víctimas de la Gran Purga de Stalin en 1933.

## Instrumentación
La partitura está escrita para una orquesta formada por:
- Viento madera: 3 flautas (la tercera doblando al flautín), 2 oboes, 2 clarinetes, 2 fagotes.
- Viento metal: 4 trompas, 2 trompetas, trompeta contralto, 3 trombones, 1 tuba.
- Percusión: timbales, bombo, platillos, triángulo, tam-tam, glockenspiel.
- Teclado: piano.
- Cuerda: una sección de cuerdas con violines I y II, violas, violonchelos y contrabajos.

La orquestación transparente y camerística de la Sinfonía n.º 1 contrasta con las orquestaciones mahlerianas de muchas de sus sinfonías posteriores, y la seguridad con la que el compositor imagina y luego realiza la estructura a gran escala es tan impresionante como su vigor y frescura gestual.

## Estructura y análisis
La sinfonía consta de cuatro movimientos:
- I. Allegretto – Allegro non troppo, en fa menor 4
4
- II. Allegro – Meno mosso – Allegro – Meno mosso 4
4
- III. Lento – Largo – Lento (attacca) 4
4
- IV. Allegro molto – Lento – Allegro molto – Meno mosso – Allegro molto – Molto meno mosso – Adagio 4
4

La interpretación de esta obra dura aproximadamente 30 minutos. El segundo movimiento dura unos cinco minutos mientras que los otros tres entre ocho y diez minutos cada uno. Los dos últimos movimientos se interpretan sin mediar interrupción entre ellos siguiendo la indicación attacca de la partitura. Esta composición muestra ya rasgos del estilo maduro de Shostakóvich, especialmente en su sentido -aunque incipiente- de la ironía y la sátira, como se evidencia en el travieso segundo movimiento.

### I.Allegretto–Allegro non troppo
El primer movimiento, Allegretto – Allegro non troppo, está escrito en la tonalidad de fa menor, en compás de 4/4 y responde a la forma sonata libre. Comienza con una introducción en Allegretto, la cual se desarrolla a partir de un dueto entre un solo de trompeta con sordina y contestado por el fagot. El primer tema es serio y se asemeja a una marcha, mientras que el segundo tema es lírico y tiene un aire de desenfado y elegancia. Tanto el primer tema como el segundo del primer movimiento son bastante típicos del compositor maduro; su carácter estaría fuera de lugar en las sinfonías posteriores, aunque no en los ballets y las partituras cinematográficas que vendrían después. La enigmática marcha da paso a un vals donde tiene protagonismo especial una melodía que en primera instancia es introducida por la flauta travesera, pero que se repite constantemente por otros instrumentos durante esta sección. En el desarrollo de los temas se percibe mucho color en la orquestación. En conjunto las melodías de este movimiento, por ligeras que sean, son tan memorables como cualquiera de las que escribiría el maestro ruso.

### II.Allegro–Meno mosso–Allegro–Meno mosso
El segundo movimiento, Allegro – Meno mosso – Allegro – Meno mosso, está en compás de 4/4. Los violonchelos y los contrabajos marcan un "falso comienzo" antes del scherzo fantástico iniciado por el clarinete. Es satírico y una buena muestra de la precocidad del compositor. Es colorista e imaginativo, de nuevo con una orquestación brillante, y también revela la influencia de Prokófiev. No se trata de una mera imitación.

### III.Lento–Largo–Lento(attacca)
El tercer movimiento, Lento – Largo – Lento (attacca), está en compás de 4/4. Empieza con un solo de oboe que presenta un tema lírico de gran expresividad que desemboca en un tema amenazante de los metales. Tras esto un Largo aporta calma, pero al precio de la melancolía. Más tarde se incorpora el violonchelo y cuando pasa a los violines se hace más dramático. Toques marciales de las trompetas aumentan su patetismo. Luego se vuelve al pianissimo con una nueva intervención del oboe. La cuerda grave empieza el desarrollo del tema con más fuerza. El clarinete y después el violín solista añaden frases de gran expresividad. La trompeta con sordina inicia una ensoñadora coda que culmina en un coro de los violines. Este movimiento deja entrever el posterior estilo trágico del compositor.

### IV.Allegro molto–Lento–Allegro molto–Meno mosso–Allegro molto–Molto meno mosso–Adagio
El cuarto y último movimiento, Allegro molto – Lento – Allegro molto – Meno mosso – Allegro molto – Molto meno mosso – Adagio, está en compás de 4/4. El Finale está unido al movimiento anterior por un redoble de tambor. Es claramente episódico: el tempo pasa de rápido a lento, la dinámica de fortississimo a pianississimo, y el carácter de la melancolía a la ironía e incluso al juego. La música también tiende a detenerse e iniciarse en algunos momentos.

## Recepción de la obra
Tras el estreno en 1926 la sinfonía tuvo una acogida abrumadoramente entusiasta y rápidamente se difundió por todo el mundo. Bruno Walter, Leopold Stokowski y otros directores de renombre la defendieron. A los 21 años, Shostakóvich ya era una celebridad, incluso se le mencionaba en compañía de los dos gigantes rusos que vivían en el extranjero, Prokófiev y Stravinsky. Según Robert Cummings, aunque la obra no es una de las mejores de Shostakovich, en conjunto es una de las mejores primeras sinfonías jamás escritas y ha permanecido en el repertorio estándar. Las primeras sinfonías no suelen tener éxito, o al menos tienen un éxito cuestionable como composiciones. La Sinfonía n.º 1 de Brahms y la Sinfonía "Clásica" de Prokófiev son excepciones, sobre todo porque en el primer caso el compositor terminó la obra cuando tenía 42 años, y en el segundo porque la naturaleza de pastiche de la pieza reflejaba la inclinación juvenil de Prokófiev hacia las sorpresas y estimulaba su habilidad natural para escribir melodías memorables. Al igual que la de Prokófiev, la Sinfonía n.º 1 de Shostakóvich es ligera, pero está escrita en una línea totalmente moderna, aunque conservadora.

## Discografía selecta
| Año   | Dirección               | Orquesta                                             | Discografía           | Formato |
| ----- | ----------------------- | ---------------------------------------------------- | --------------------- | ------- |
| 1944* | Arturo Toscanini        | Orquesta Sinfónica de la NBC                         | Urania                | CD      |
| 1951* | Arturo Toscanini        | Orquesta Sinfónica de la NBC                         | RCA Victo             | CD      |
| 1957  | Efrem Kurtz             | Orquesta Philharmonia                                | EMI Classics          | CD      |
| 1959  | Eugene Ormandy          | Orquesta de Filadelfia                               | Sony Classical        | CD      |
| 1964  | Karel Ančerl            | Orquesta Filarmónica Checa                           | Supraphon             | CD      |
| 1965* | Rudolf Kempe            | Orquesta Sinfónica de la BBC                         | BBC Legends           | CD      |
| 1981  | Bernard Haitink         | Orquesta Filarmónica de Londres                      | Decca                 | LP      |
| 1983  | Kurt Sanderling         | Orquesta Sinfónica de Berlín                         | Berlin Classics       | CD      |
| 1984  | Neeme Järvi             | Real Orquesta Nacional Escocesa                      | Chandos               | CD      |
| 1988  | Vladimir Ashkenazy      | Royal Philharmonic Orchestra                         | Decca                 | CD      |
| 1988  | Leonard Bernstein       | Orquesta Sinfónica de Chicago                        | DG                    | CD      |
| 1988  | Leonard Bernstein       | Orquesta del Festival de Schleswig-Holstein          | Medici Arts; Euroarts | DVD     |
| 1992  | Georg Solti             | Orquesta Real del Concertgebouw                      | Decca                 | CD      |
| 1993  | Mstislav Rostropovich   | Orquesta Sinfónica Nacional de Estados Unidos        | Teldec                | CD      |
| 1994  | Mariss Jansons          | Orquesta Filarmónica de Berlín                       | EMI Classics          | CD      |
| 1994  | Rudolf Barshai          | Orquesta Sinfónica de la WDR de Colonia              | Brilliant Classics    | CD      |
| 2000  | Jesús López Cobos       | Orquesta Sinfónica de Cincinnati                     | Telarc                | CD      |
| 2004  | Kurt Masur              | Orquesta Filarmónica de Londres                      | LPO                   | CD      |
| 2004  | Oleg Caetani            | Orquesta Sinfónica de Milán Giuseppe Verdi           | Arts Music            | CD      |
| 2004  | Stanisław Skrowaczewski | Orquesta Hallé de Mánchester                         | Hallé                 | SACD    |
| 2005  | Simon Rattle            | Orquesta Filarmónica de Berlín                       | EMI Classics          | CD      |
| 2006  | Maxim Shostakovich      | Orquesta Sinfónica de Praga                          | Supraphon             | CD      |
| 2009  | Valery Gergiev          | Orquesta del Teatro Mariinski                        | Mariinsky             | CD      |
| 2009  | Vasily Petrenko         | Real Orquesta Filarmónica de Liverpool               | Naxos                 | CD      |
| 2013  | Andrey Boreyko          | Orquesta Sinfónica de la Radio de Stuttgart          | Hänssler              | CD      |
| 2021  | Mark Wigglesworth       | Orquesta Filarmónica de la Radio de los Países Bajos | BIS                   | CD      |

(*) Grabación mono.

## En la cultura popular
Esta obra ha servido de inspiración a artistas musicales de diversos géneros para crear sus propias versiones. Tanto las adaptaciones como las interpretaciones de la pieza original han sido incluidas en multitud de bandas sonoras de películas, programas de televisión, videojuegos, etc.

### Inclusión en bandas sonoras
- 1948 – The Iron Curtain (El telón de acero), film dirigido por William A. Wellman y protagonizado por Dana Andrews y Gene Tierney, en el que se puede escuchar esta sinfonía junto con otras del maestro ruso.
- 1994 – Imaginary Crimes (Crímenes imaginarios), película de Anthony Drazan protagonizada por Harvey Keitel en la que se incluye esta sinfonía.
- 1994-95 – Legend of the Galactic Heroes, serie de anime japonesa en la que se pueden escuchar varias obras de Shostakóvich y otros compositores clásicos. En concreto algunos movimientos de esta sinfonía se escuchan en los episodios 3x20 (I), 4x09 (I, III, IV), 4x22 (II), 4x23 (I).